# Serut (Gedang Sari)
Serut is een bestuurslaag in het regentschap Gunung Kidul van de provincie Jogjakarta, Indonesië. Serut telt 4828 inwoners (volkstelling 2010).